# بنو بروانة
بنو بروانة وهم أحد أمراء الأناضول خلال الفترة الثانية لإمارات الأناضول ظهروا خلال انحلال دولة سلاجقة الروم وقد تمركزوا في سينوب على ساحل البحر الأسود وحالما سيطروا على المناطق المحيطة.
يعد الوزير پروانه معين الدين سليمان مؤسس هذه الإمارة. وقد حول حفيده غازي شلبي هذه الإمارة إلى قوة بحرية كبيرة في منطقة البحر الأسود والذي نجح في التصدي لجمهورية جنوة والقرم وإمبراطورية تربيزوند قبل أن تسقط إمارته على يد إمارة بنو جاندار

## قائمة الحكام
| ~1240-1277 | بروانة معين الدين سليمان  | بروانة معين الدين سليمان  | بروانة معين الدين سليمان  | بروانة معين الدين سليمان  |
| 1277-1297  | معين الدين محمد بن بروانة | معين الدين محمد بن بروانة | معين الدين محمد بن بروانة | معين الدين محمد بن بروانة |
| 1297- ?    | مهذب الدين مسعود بن محمد  | مهذب الدين مسعود بن محمد  | مهذب الدين مسعود بن محمد  | مهذب الدين مسعود بن محمد  |
| ? -1322    | غازي شبلي بن محمد         | غازي شبلي بن محمد         | غازي شبلي بن محمد         | غازي شبلي بن محمد         |
| 1322       | الضم إلى بنو جاندار       | الضم إلى بنو جاندار       | الضم إلى بنو جاندار       | الضم إلى بنو جاندار       |